# Metopidiothrix baletei
Metopidiothrix baletei är en mångfotingart som beskrevs av Shear 2002. Metopidiothrix baletei ingår i släktet Metopidiothrix och familjen Metopidiotrichidae. Inga underarter finns listade i Catalogue of Life.